# Martin Lorentzson
Martin Olof Lorentzson (født 21. juli 1984 i Södertälje, Sverige) er en svensk tidligere fodboldspiller (højre back). Han spillede én kamp for Sveriges landshold, en venskabskamp mod Finland 26. januar 2013. Han startede inde og blev udskiftet efter 57 minutter i kampen, som Sverige vandt 3-0. På klubplan tilbragte han størstedelen af sin karriere i hjemlandet, hvor han blandt andet repræsenterede Assyriska, AIK og Örebro.